# Nauru Airlines
Nauru Airlines (nota fino al 2006 come Air Nauru e poi fino al 2014 come Our Airline) è la compagnia aerea di bandiera di Nauru. Opera voli di linea verso alcune isole dell'Oceano Pacifico e l'Australia. Il suo hub è l'aeroporto Internazionale di Nauru, presso cui si trova anche la sede legale, mentre la base operativa è allocata a Brisbane, in Australia. Opera anche servizi cargo, atti perlopiù a rifornire l'isola di Nauru di generi di prima necessità.

## Storia

### Air Nauru
Poco dopo l'indipendenza nazionale (acquisita nel 1968), il governo di Nauru decise di creare una propria compagnia aerea di bandiera, per migliorare i collegamenti dell'isola con l'estero e sfruttare a pieno le potenzialità del locale aeroporto. La società, battezzata Air Nauru e posseduta interamente dallo Stato, iniziò le operazioni di volo il 14 febbraio 1970 con un collegamento sperimentale tra Nauru e Brisbane, operato con un Dassault Falcon 20 noleggiato, immatricolato con il codice VH-BIZ. I voli di linea regolari partirono invece nel gennaio 1972, allorché la compagnia acquistò un Fokker F28 Fellowship, immatricolato C2-RN1 (seguito a breve dal gemello C2-RN2). Nel 1975 entrò in servizio un Boeing 737-200 (C2-RN3), seguito nel 1976 da un Boeing 727-100 (C2-RN4). Nei tardi anni 1970 i due Fokker furono rivenduti all'Air Niugini e furono soppiantati da altri Boeing.
Nel 1983 la flotta era di sette aerei, due Boeing 727-100 (oltre a quello già citato, vi era anche il C2-RN7) e cinque Boeing 737-200 (oltre a quello già citato erano entrati in servizio il C2-RN5, 'RN6, 'RN8 e 'RN9); considerando che la popolazione nauruana al tempo era di 8.000 individui, la compagnia poteva ospitare a bordo dei suoi velivoli il 10% della popolazione dello Stato (un dato senza precedenti nella storia dell'aviazione). Tuttavia, la compagnia aveva una brutta reputazione per le cancellazioni frequenti dei voli, anche a causa dell'abitudine del governo nauruano di requisire i Boeing 727 per cercare i pescatori dispersi in mare (con i relativi parenti che venivano imbarcati a bordo e il personale di cabina che serviva loro alcolici nel tentativo di mantenerli calmi). Negli anni successivi, la compagnia ridusse la sua flotta, troppo grande ed onerosa, vendendo ed affittando alcuni velivoli. Nel 1988 erano operativi tre Boeing 737-200 e un 727-100 (prestato alla Trans Australia Airlines). In questo periodo vi fu anche una protesta del personale di bordo contro i turni di lavoro troppo lunghi. Nel 1993, due Boeing 737-200 furono rimpiazzati con due Boeing 737-400 (matricole C2-RN10 e 'RN11), permettendo di dismettere il vetusto C2-RN3 (mantenuto per così lungo tempo in quanto convertibile da passeggeri a cargo). La compagnia, ormai operante con soli due 737-400, fu trasformata in corporation nel luglio 1996, nel tentativo di ripianare il deficit di bilancio.
Nel 1998, Air Nauru fu posta sotto l'autorità della Civil Aviation Authority of Australia, unica compagnia aerea non australiana ad essere ammessa a tale posizione. Nel frattempo, complice la crisi economica che aveva colpito Nauru, la compagnia aveva perso notevoli quantitativi di denaro, risultando spesso insolvente presso i creditori. A metà degli anni 1990 le operazioni di volo furono inoltre sospese per problemi relativi alla sicurezza a bordo dei velivoli. Molti beni di proprietà della compagnia furono pignorati per far fronte alle istanze dei creditori. Nel dicembre 2005, la High Court of Australia decretò la confisca anche dell'ultimo aereo, il VH-RON, costringendo a interrompere del tutto le operazioni e lasciando Nauru e Kiribati senza collegamenti aerei stabili. L'aereo fu poi messo all'asta il 18 dicembre 2005.

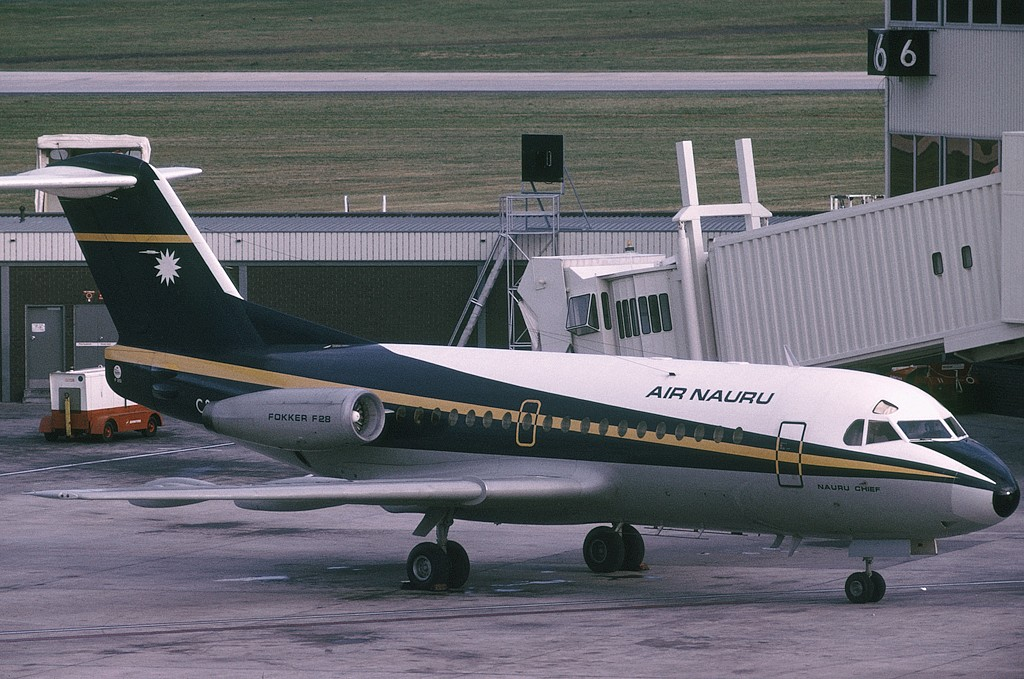
Un Fokker Fellowship dell'Air Nauru all'aeroporto di Melbourne (1973)

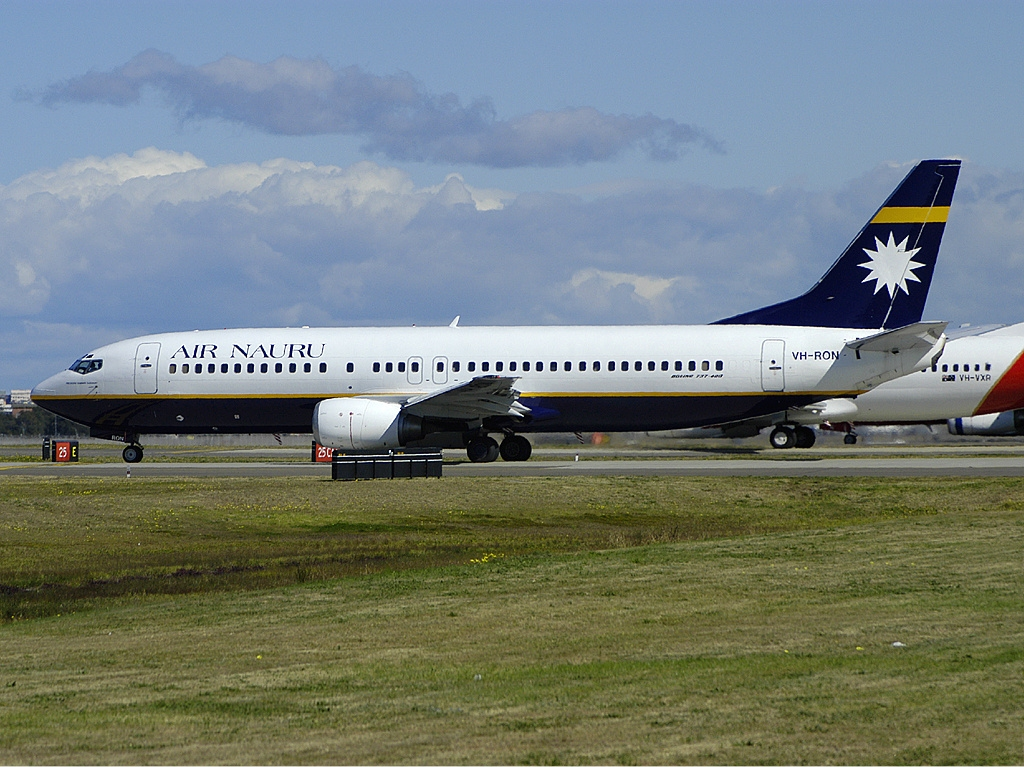
Un Boeing 737-400 dell'Air Nauru all'aeroporto di Sydney (2003)

### Rifondazione
Nel periodo di inattività della compagnia, i collegamenti aerei da e per Nauru furono svolti da sporadici servizi charter, oltre che dal traffico privato.
A fine 2006, grazie ad alcune sovvenzioni del governo di Taiwan (che la repubblica di Nauru riconosceva come indipendente), Air Nauru si riorganizzò e, dopo aver mutato nome in Our Airline, riuscì ad acquistare un Boeing 737-300 di seconda mano e a far ripartire i collegamenti con l'Australia. Nell'ottobre 2006 e nel 2008 ricevette un secondo e un terzo Boeing 737-300, che andarono a completare la flotta nella sua consistenza attuale.
Le azioni di Our Airline erano al 100% in mano allo Stato nauruano; nel 2012, gli impiegati erano 65. Il 26 novembre 2007, la compagnia ha aperto il suo nuovo sito web, con possibilità di prenotare on-line.
Dal 1º agosto 2014, la compagnia ha assunto la nuova denominazione Nauru Airlines.

## Destinazioni
Negli anni di massima prosperità dell'isola, Air Nauru serviva molteplici destinazioni: Hong Kong, Kagoshima, Taipei, Okinawa, Singapore, Guam, Saipan, Koror, Chuuk, Pohnpei, Kosrae, Majuro, Tarawa, Honolulu, Honiara, Port Vila, Numea, Apia, Pago Pago, Nadi, Tonga, Canton, Niue, Rarotonga, Auckland, Melbourne, Sydney, Brisbane, e l'Isola di Natale. Ciononostante venivano venduti pochi biglietti e molti voli partivano semivuoti, anche perché la compagnia non aveva investito nella pubblicità. I passeggeri erano perlopiù dipendenti della Nauru Phosphate Corporation. La passività del bilancio veniva coperta dal governo nauruano con i proventi dell'estrazione del fosfato. Quando questa risorsa iniziò ad esaurirsi, le rotte furono drasticamente ridotte.
Allorché la compagnia fu ricostituita, nel 2006, le destinazioni da e per Nauru comprendevano Brisbane, Honiara, Tarawa e Majuro (quest'ultima presto eliminata). I voli per Tarawa furono sospesi da luglio 2008 a novembre 2009 a causa dell'alto costo del carburante, che aveva reso la destinazione poco redditizia. Tarawa fu poi nuovamente servita fino al 2011, quando il servizio venne ancora sospeso (stavolta a causa di controversie internazionali), per poi essere ripristinato ai primi del 2012. Nello stesso periodo cessarono i voli per Honiara.
Ai primi del 2007 si iniziò a parlare di istituire un nuovo servizio di linea tra Nauru e le Figi; nel 2009 fu introdotta una formula per la quale, allorché un volo Our Airline atterrava a Tarawa, i passeggeri in arrivo potevano subito imbarcarsi su una coincidenza per l'aeroporto di Nadi operata da Air Kiribati. Nel 2010 la compagnia attivò il servizio da Nauru a Nadi via Tarawa, che fu poi sospeso nel 2011 a causa di controversie internazionali tra Kiribati e le Figi e sostituito con un servizio senza scali. Nel 2012 ripresero i voli su Majuro. Al 2013 la compagnia operava due voli a settimana da Brisbane a Nauru, con una estensione settimanale per Tarawa e Majuro ed una bisettimanale per Nadi.
Al 2019 Nauru Airlines operava sugli scali di Brisbane, Majuro, Nadi, Yaren e Tarawa; nel biennio 2020-2021, a causa della pandemia di COVID-19, la compagnia ha operato solo voli "essenziali" tra Brisbane e Yaren, perlopiù allo scopo di rifornire l'isola di Nauru con beni di prima necessità.
Nel gennaio 2021 la compagnia si è assicurata un finanziamento da 25 milioni di dollari per il rinnovo della flotta, così da sostituire i 737-300 i più moderni 737-700 o 737-800. Il primo 737-700 si è unito alla flotta nel luglio 2021.

## Flotta

### Flotta attuale
A settembre 2024 la flotta di Nauru Airlines è così composta:

### Evoluzione
Nel marzo 2006, il governo della Repubblica di Cina (Taiwan), come ricompensa per il riconoscimento da parte di Nauru di Taiwan come indipendente dalla Repubblica popolare cinese, ha assistito la compagnia nell'acquisto di un Boeing 737 di seconda mano, con l'obiettivo di farlo entrare in servizio nella prima metà del 2006. Questo acquisto è stato sospeso nel maggio 2006 perché OzJet e Air Pacific avevano iniziato a operare sulle rotte precedentemente gestite da Air Nauru. Tuttavia, il 737 è stato consegnato ed è entrato in servizio nell'ottobre 2006. L'aereo è stato registrato come VH-INU e denominato "Naoero". Nel 2008, la compagnia aerea ha acquistato il suo secondo Boeing 737-300, dipinto con la livrea della Norfolk Air, che è rimasta nonostante l'attuale stato di chiusura della Norfolk Air. L'aereo è stato registrato come VH-NLK. Più tardi, nel marzo 2013, la compagnia aerea ha preso in leasing un Boeing 737-300 da GECAS. L'aereo è stato dipinto con la livrea "Our Airline" a Melbourne, facendo la sua prima visita all'aeroporto di Brisbane il 3 settembre 2013.
Tra il 2013 e il 2021, la compagnia ha convertito due esemplari in configurazione passeggeri a cargo per iniziare le operazioni di trasporto merci. Al gennaio 2021, un altro esemplare è in fase di conversione negli Stati Uniti. Una volta pronto, il velivolo costituirà il quinto della flotta, composta interamente da Boeing 737-300.

### Flotta storica
Nauru Airlines operava in precedenza con i seguenti aeromobili:
- Boeing 727-100
- Boeing 737-200
- Boeing 737-400
- Dassault Falcon 20
- Fokker F28-1000 Fellowship